# Neofito da Lentini
Neofito (Lentini, ... – Lentini, 295 ?) è stato un vescovo italiano, venerato come santo dalla Chiesa cattolica. Conosciuto anche come Alessandro, nome prima del battesimo. Fu il primo vescovo della Diocesi di Lentini.

## Agiografia
Neofito, venerato come il primo vescovo di Lentini, è una figura di spicco nella storia cristiana siciliana. Prima della sua conversione al cristianesimo, portava il nome di Alessandro ed era noto per aver perseguitato la comunità cristiana locale. In quel periodo, era sposato con Epifania. Dopo un profondo cambiamento spirituale, si convertì al cristianesimo e fu battezzato da Agatone, protovescovo di Lipari, assumendo il nome di Neofito.
In seguito alla conversione e chiamato a un ruolo di guida ecclesiastica, probabilmente abbandonò la vita matrimoniale, come richiesto dall'usanza ecclesiastica dell’epoca, per dedicarsi completamente al ministero. Neofito si recò quindi, nel 259, a Roma per ottenere la consacrazione a vescovo della neonata diocesi di Lentini da parte di Papa Stefano I. Fu accompagnato da Rodippo, suo cognato, che durante il pellegrinaggio ricevette l’ordinazione diaconale. Tornato in Sicilia, Neofito iniziò il suo ministero episcopale, guidando con fervore e dedizione la comunità cristiana di Lentini in un periodo di sfide e persecuzioni.Uno degli eventi più significativi del suo episcopato fu la consacrazione della Chiesa di Santa Maria della Cava a Lentini il 4 settembre 261. In questa occasione, volle che la Vergine Maria fosse invocata come “Madre di Dio”, anticipando un titolo che sarebbe stato ufficialmente riconosciuto solo nel Concilio di Efeso del 431.
Alla morte di Neofito, Rodippo fu acclamato come suo successore e resse la diocesi per diciassette anni, fino alla sua morte nel 312.